# Hitman: Blood Money
Hitman: Blood Money is het vierde deel uit de reeks computerspellen van Hitman. Het spel is ontworpen door IO interactive en is uitgeven door Eidos Interactive.
De game is op 29 Januari 2013 samen met Hitman 2: Silent Assassin & Hitman: Contracts op de PlayStation 3 & Xbox 360 verschenen als onderdeel van The Hitman HD Trilogy. 
Op 11 Januari 2019 is de game samen met Hitman: Absolution uitgebracht op de Playstation 4 & Xbox One als Hitman HD Enhanced Collection

## Gameplay
In Hitman speelt de speler als Agent 47, een huurmoordenaar die voor een mysterieuze organisatie genaamd ICA - "International Contract Agency - werkt, met als slogan 'Merces Letifer' ("moord als werk"). Voor deze organisatie moet hij allerlei mensen uit de weg ruimen. In het vierde deel van de serie is hij daar nog vrijer in dan eerst. Om een "doelwit" uit de weg te ruimen zijn er veel verschillende mogelijkheden waarbij de speler op een bijzondere manier gebruik kan maken van de omgeving:
- het doelwit neerschieten;
- vergiftiging van het doelwit door middel van een injectiespuit;
- vergiftiging van het eten van het doelwit;
- het doelwit ergens vanaf duwen;
- een bom neerleggen en laten ontploffen wanneer het doelwit ernaast loopt;
- een bom ergens opplakken, zodat wanneer de bom afgaat er iets naar beneden valt, zoals een kroonluchter of een schilderij;
- wurging door middel van een glasvezeldraad;
- de speler kan zijn kleren verwisselen met die van een gedood of bewusteloos doelwit, wat handig kan zijn wanneer deze als verdacht wordt beschouwd.

## Levels
De levels die er zijn en waar ze zich afspelen.
- Hideout - 47's schuilplaats, waar alle wapens kunnen worden uitgeprobeerd.
- Level 00 - Death of a Showman - Trainingslevel, dat zich afspeelt in een voormalig pretpark.
- Level 01 - A Vintage Year - Eerste gewone level, dat zich afspeelt in een wijngaard/drugsfabriek. 47 moet een vader en zoon van een cocaineimperium vermoorden in Chili.
- Level 02 - Curtains Down - Speelt zich af in de opera van Parijs, 47 moet twee leden van een kinderprostutitiering uitschakelen. Dit is ook de voorloper van de eerste missie in Hitman: Contracts.
- Level 03 - Flatline - Gedeeltelijk een reddingsmissie, waarbij 47 een andere agent, Carlton Smith (die in bijna alle Hitman-spellen zich in de problemen werkt) uit een afkickcentrum moet bevrijden, en optioneel ook twee bendeleden kan ombrengen.
- Level 04 - A New Life - Speelt zich af in een buitenwijk. 47 moet een voormalige Cubaanse bendeleider vermoorden die zijn voormalige handlangers wou verraden, en een stuk bewijsmateriaal veilig stellen.
- Level 05 - The Murder of Crows - Agent 47 moet proberen om de moord op een presidentskandidaat te verhinderen tijdens een optocht, door drie mensen uit te schakelen.
- Level 06 - You Better Watch Out... - Speelt zich af in de villa van een pornomagnaat, ergens in de Rocky Mountains. 47 moet de zoon van een senator en de pornomagnaat zelf uitschakelen, en een videoband met beveiligingsbeelden veiligstellen.
- Level 07 - Death on the Mississippi - 47 dient de kapitein van een rivierboot en zes leden van een drugsbende te vermoorden.
- Level 08 - Till Death Do Us Part - Op een bruiloft op een privé-eiland moet de vader van de bruid en de bruidegom worden vermoord.
- Level 09 - A House of Cards - De speler moet een deal verhinderen door drie mensen uit te schakelen in een casino.
- Level 10 - A Dance with the Devil - Hierin is Agent 47 niet alleen de moordenaar maar ook het doelwit en moet twee mensen uitschakelen en proberen te achterhalen wie er achter hem aanzit.
- Level 11 - Amendment XXV - 47 krijgt van Agent Smith de opdracht om de vicepresident en een andere huurmoordenaar vermoorden die het samen op de president in het Witte Huis hebben voorzien.
- Level 12 - Requiem - De speler is schijndood en bevindt zich op zijn eigen begrafenis nadat Diana hem een injectie gaf met het verdovingsmiddel waarmee kennis werd gemaakt in de missie "Flatline", dit doet ze omdat S.W.A.T. eenheden het gebouw hebben omsingeld, en het haar laatste hoop is 47 te beschermen.

Door een kus van Diana komt 47 weer bij bewustzijn (ze had het antigif in haar lippenstifthulsel verborgen).
Ze had hem ook zijn vertrouwde "Silverballers" in zijn handen gelegd om alle getuigen te vermoorden (dit is ook het doel van de missie). Later zie je 47 een kleine kamer met een Chinees ogende sfeer binnenkomen, hoogstwaarschijnlijk de Blue Lotus Triad uit eerdere Hitman delen. 47 zegt dat hij zaken wil bespreken, bij voorkeur ergens achterin, waarop de oosterse man hem naar de achterkant leidt en daarna letterlijk de gordijnen neergaan.
Ieder level heeft zijn eigen sfeer en moeilijkheidsgraad. Ook zijn er in elk level verschillende wapens en outfits beschikbaar.

## Wapens
De wapens die altijd kunnen worden gebruikt zijn:
- Silverballer (Agent 47's kenmerkende pistool, upgrade mogelijk naar 2 stuks)
- SP12 shotgun (jachtgeweer)
- SMG Tactical (pistoolmitrailleur)
- M4 (aanvalsgeweer)
- W2000 sniper (scherpschuttersgeweer)

Deze wapens zijn tegen betaling te upgraden waardoor ze bijvoorbeeld sterker of preciezer worden.
Enkele andere wapens die kunnen worden verzameld gedurende het spel zijn:
- Slp .40 pistol (vuistvuurwapen, beschikbaar in 2 verschillende versies: gedempt en zonder demper)
- Bull 480 (vuistvuurwapen)
- Luchtbuks - schiet verdovende pijlen. (handvuurwapen)
- Olifantengeweer (scherpschuttergeweer)
- MP5 (pistoolmitrailleur)
- MP7 (pistoolmitrailleur)
- MP9 (pistoolmitrailleur)
- Saf SMG (pistoolmitrailleur)
- FN 2000 (aanvalsgeweer)
- Desert Eagle (vuistvuurwapen)

Ook andere voorwerpen zijn als wapen te gebruiken, zoals een spijkerpistool, een hamer, een schroevendraaier en een mes.
IO-Interactive heeft voor Hitman: Blood Money een nieuwe versie van de “Glacier engine” gebruikt.

## Ontvangst
| Geaggregeerde scores |                                                      |
| Aggregeerder         | Score                                                |
| GameRankings         | (pc) 82,38% (PS2) 82,51% (Xbox) 81,76% (X360) 82,98% |
| Metacritic           | (pc) 82/100 (PS2) 83/100 (Xbox) 81/100 (X360) 82/100 |